# Hanönü
Hanönü ist eine Stadt und Hauptort des gleichnamigen Landkreises im Osten der türkischen Provinz Kastamonu in Nordanatolien. Hanönü liegt etwa 60 km ostnordöstlich der Provinzstadt Kastamonu am Nordufer des Flusses Gökırmak.
Der Landkreis liegt im Osten der Provinz und grenzt im Westen an den Kreis Taşköprü, die anderen Grenzen bilden drei Kreise von der Provinz Sinop. Der Kreis wurde 1990 aus einigen Dörfern des Bucak Gökçeağaç (Kreis Taşköprü) gebildet und bestand Ende 2018 neben der Kreisstadt (51,6 % der Kreisbevölkerung) aus 20 Dörfern (Köy) mit durchschnittlich 100 Bewohnern. Das Spektrum der Einwohnerzahlen reicht von 152 (Küreçayı) bis 48 (Yukarıçakırçay). Der Kreis hat die niedrigste Bevölkerungsdichte in der Provinz (9,9 Einw. je km²).
Die Fernstraße D030 zwischen Taşköprü und Boyabat verläuft in West-Ost-Richtung durch den Landkreis und an der Stadt Hanönü vorbei.